# Lybius dubius
El barbudo pechirrojo (Lybius dubius) es una especie de ave de la familia barbudos africanos (Lybiidae). Se reproduce en la zona oeste de África.
Es una especie arbórea de jardines y campos boscosos, que se alimenta de frutas, aunque las crías se alimentan de insectos.

## Descripción
Mide 26 cm de longitud. De aspecto regordete, tiene cuello corto, cabeza grande y cola corta. La corona, la nuca, el dorso, una banda en el pecho y la cola son negros. La garganta y el vientre son de color rojo. La zona circumocular es amarilla. La grupa es blanca. El pico es grande, grueso y amarillento con un conjunto bien desarrollado y notorio de cerdas negras en su base.

## Comportamiento
Anida en un hueco de un árbol y la hembra pone 2 huevos blancos. Forma grupos sociales de 4 a 5 parejas que duermen juntas en una cavidad de un árbol.